# Athlītikī Enōsī Larisas 1964
L'Athlītikī Enōsī Larisas 1964 (in greco Αθλητική Ένωση Λάρισας, Unione Atletica di Larissa), abbreviato in A.E.L. (Α.Ε.Λ.) è una società calcistica greca con sede nella città di Larissa. Milita in Souper Ligka Ellada, la massima serie del campionato greco di calcio. È stata fondata il 17 maggio 1964.
I suoi colori ufficiali sono il cremisi e il bianco e il suo emblema è un robusto cavallo sollevato sulle zampe posteriori. I suoi soprannomi sono "Crimson" e "Queen of Kampos" (sign. "regina di campo").
È l'unica squadra provinciale greca che è riuscita a vincere il campionato greco e ciò è avvenuto durante il suo cosiddetto decennio d'oro, il periodo 1987-1988, mentre ha vinto anche due Coppe di Grecia (1984-1985, 2006-2007).
L'AEL ha anche partecipato a competizioni europee, come la Coppa UEFA (ora UEFA Europa League) nel 2007. La squadra ha continuato a crescere ed evolversi, dando un contributo significativo al calcio greco.
Negli ultimi anni, la sede di tutte le partite ufficiali della squadra è stata l'AEL FC Arena, con una capacità di 16.118 posti. L'attuale sede è di nuovo lo Stadio Nazionale "Alcazar" dal 2020, che ha una capacità di 13.108 posti e rappresenta una pietra miliare nella storia dell'A.E. Larissa.

## Storia
La società fu fondata come Athlitiki Enosi Larisas nel 1964, risultato della fusione di quattro squadre locali:
Iraklis Larisas (Beta Ethniki), 
Aris Larisas (Campionato di Larissa-terzo livello), 
Toxotis Larisas (Campionato di Larissa-terzo livello) e 
Larisaikos (Beta Ethniki). 
Presto è salita fino alla massima divisione. Dopo aver vinto il campionato 1988, il Larissa è andato in declino e alle soglie del 2000 navigava in terza divisione, in un periodo di bancarotta. Nel 2003 la società dovette modificare il proprio nome in AEL 1964 come risultato della bancarotta.
La stagione 2004-2005 si è rivelata davvero fruttuosa per il Larissa, che ha vinto il campionato di seconda divisione (conseguendo una doppia promozione) ed è avanzato fino ai quarti di finale della Coppa di Grecia. Da allora l'AEL ha avuto un paio di buone stagioni in prima divisione: inoltre ha raggiunto la finale in Coppa di Grecia, per la prima volta in 23 anni.

### Vincitore di campionato e di coppa
L'AEL 1964 è l'unica squadra con sede in "campagna" (cioè fuori da Atene e Salonicco, aree metropolitane) ad aver vinto l'Alpha Ethniki (ora chiamata Super League greca), nel 1988. Questa squadra inoltre ha conquistato la Coppa di Grecia nel 1985, battendo il PAOK in finale (4-1). Prima di questo successo, l'AEL 1964 aveva mancato due volte la vittoria in Coppa, perdendo le finali del 1982 e del 1984 entrambe contro il Panathīnaïkos.
Nella stagione 2006/2007 ha vinto la seconda Coppa di Grecia della sua storia, battendo il Panathīnaïkos.

## Strutture

### Stadio
In passato l'AEL giocava nell'Alkazar le proprie partite casalinghe. Dal 2010, è l'AEL FC Arena con i suoi 21.000 posti a sedere ad ospitare le partite dell'AEL. La realizzazione del progetto è costata 42.000.000 Euro.

## Palmarès

### Competizioni nazionali
- Campionato greco: 1

1987-1988
- Coppa di Grecia: 2

1984-1985, 2006-2007
- Campionato greco di seconda divisione: 5

1972-1973, 1977-1978, 2004-2005, 2015-2016, 2024-2025 (girone A)
- Football League 2 (Grecia): 1

2013-2014
- Gamma Ethniki Cup: 1

2013-2014

### Altri piazzamenti
- Campionato greco:

Secondo posto: 1982-1983
- Coppa di Grecia:

Finalista: 1981-1982, 1983-1984
Semifinalista: 1987-1988, 1988-1989, 2005-2006, 2017-2018
- Supercoppa di Grecia:

Finalista: 1988, 2007
- Football League (Grecia):

Secondo posto: 2022-2023
Terzo posto: 2014-2015 (gruppo 2)
- Gamma Ethniki:

Secondo posto: 2003-2004
- Coppa Intertoto UEFA:

Finalista: 2006

## Statistiche e record

### Statistiche nelle competizioni UEFA
Tabella aggiornata alla fine della stagione 2017-2018.
| Competizione                  | Partecipazioni | G  | V | N | P | RF | RS |
| ----------------------------- | -------------- | -- | - | - | - | -- | -- |
| UEFA Champions League         | 1              | 2  | 1 | 0 | 1 | 3  | 3  |
| Coppa delle Coppe             | 2              | 8  | 3 | 3 | 2 | 7  | 6  |
| Coppa UEFA/UEFA Europa League | 3              | 10 | 2 | 1 | 7 | 10 | 18 |
| Coppa Intertoto               | 1              | 2  | 0 | 1 | 1 | 0  | 2  |

## Organico

### Rosa 2023-2024
Aggiornata al 16 febbraio 2024.
| N. |                           | Ruolo | Calciatore                |
| -- | ------------------------- | ----- | ------------------------- |
| 1  | Grecia (bandiera)         | P     | Kōstas Theodōropoulos     |
| 2  | Grecia (bandiera)         | D     | Petros Kaloutsikidis      |
| 3  | Grecia (bandiera)         | D     | Nikos Vafeas              |
| 4  | Grecia (bandiera)         | D     | Theocharīs Īliadīs        |
| 5  | Ucraina (bandiera)        | D     | Maksym Maksymenko         |
| 6  | Grecia (bandiera)         | C     | Konstantinos Plegas       |
| 7  | Grecia (bandiera)         | C     | Dimitrios Mavrias         |
| 8  | Grecia (bandiera)         | C     | Konstantinos Papageorgiou |
| 9  | Grecia (bandiera)         | A     | Marios Ogkmpoe            |
| 10 | Uruguay (bandiera)        | A     | Leandro Otormín           |
| 11 | Grecia (bandiera)         | C     | Markos Nino               |
| 12 | Costa d'Avorio (bandiera) | D     | Ahmed Ouattara Kossonou   |
| 14 | Grecia (bandiera)         | D     | Athanasios Giannarakis    |
| 15 | Argentina (bandiera)      | C     | Fabricio Pedrozo          |
| 16 | Grecia (bandiera)         | D     | Georgios Papadopoulos     |
| 17 | Grecia (bandiera)         | C     | Panagiotis Ninikas        |
| 18 | Grecia (bandiera)         | A     | Dimitrios Thomaidis       |
| 19 | Grecia (bandiera)         | C     | Dimitrios Miltiadis       |
| 20 | Grecia (bandiera)         | C     | Vasilios Arsenis          |
| 21 | Grecia (bandiera)         | P     | Theodoros Venetikidis     |
| 22 | Grecia (bandiera)         | D     | Thanasīs Papageōrgiou     |

| N. |                      | Ruolo | Calciatore           |
| -- | -------------------- | ----- | -------------------- |
| 23 | Grecia (bandiera)    | D     | Geōrgios Maidanos    |
| 24 | Grecia (bandiera)    | C     | Manolis Patralis     |
| 25 | Grecia (bandiera)    | D     | Nikolaos Koukouravas |
| 26 | Grecia (bandiera)    | A     | Michalis Tsoumanis   |
| 27 | Grecia (bandiera)    | D     | Dimitrios Stamou     |
| 28 | Grecia (bandiera)    | C     | Kyriakos Zisoulis    |
| 29 | Argentina (bandiera) | A     | Tobías Zárate        |
| 30 | Grecia (bandiera)    | P     | Lampros Antonopoulos |
| 32 | Grecia (bandiera)    | D     | Stergios Paraskevas  |
| 34 | Grecia (bandiera)    | C     | Spyros Rousis        |
| 42 | Belgio (bandiera)    | D     | Anisse Brrou         |
| 42 | Moldavia (bandiera)  | C     | Victor Stînă         |
| 57 | Argentina (bandiera) | C     | Luca Andrada         |
| 67 | Grecia (bandiera)    | P     | Stefanos Souloukos   |
| 77 | Serbia (bandiera)    | A     | Srđan Kočić          |
| 81 | Grecia (bandiera)    | A     | Nikolaos Vlioras     |
| 90 | Nigeria (bandiera)   | A     | Kehinde Fatai        |
| 91 | Argentina (bandiera) | A     | Leandro Moreira      |
|    | Uruguay (bandiera)   | C     | Jean Barrientos      |
|    | Grecia (bandiera)    | A     | Panagiotis Moraitis  |